# 曹蕤
曹蕤（？—233年），魏文帝曹丕之子，母潘氏，封为淑媛。

## 生平
黄初七年（226年），文帝驾崩，明帝曹睿即位，封曹蕤为阳平县王。太和六年改封为北海王。青龍元年五月戊寅（233年6月13日）逝世。

## 嗣子
青龙二年，以琅邪王曹敏之子曹赞奉曹蕤之后，封為昌乡公。景初二年，进封为饶安王。正始七年，徙封为文安王。曹魏正元、景元年间，不断增加食邑数，一共有食邑三千五百户。

## 延伸阅读
[在维基数据编辑]
 《三國志·卷20》，出自陳壽《三國志》